# Triumph TR4
Der Triumph TR 4 war ein von 1961 bis 1965 produzierter Roadster des britischen Autoherstellers Triumph, der technisch zunächst weitgehend dem vorhergehenden Modell TR 3A entsprach. Wesentliche Verbesserungen gegenüber dem Vorgänger wurden mit dem TR 4A 1965 eingeführt. Bis zum Produktionsende am 2. August 1967 und der Ablösung durch den TR 5 entstanden in der TR4-Serie insgesamt 68.717 Fahrzeuge, davon 40.253 TR 4 und 28.465 TR 4A. Vom TR 4 gingen 36.803 in den Export, vom TR 4A 22.826 Stück.

## Geschichte

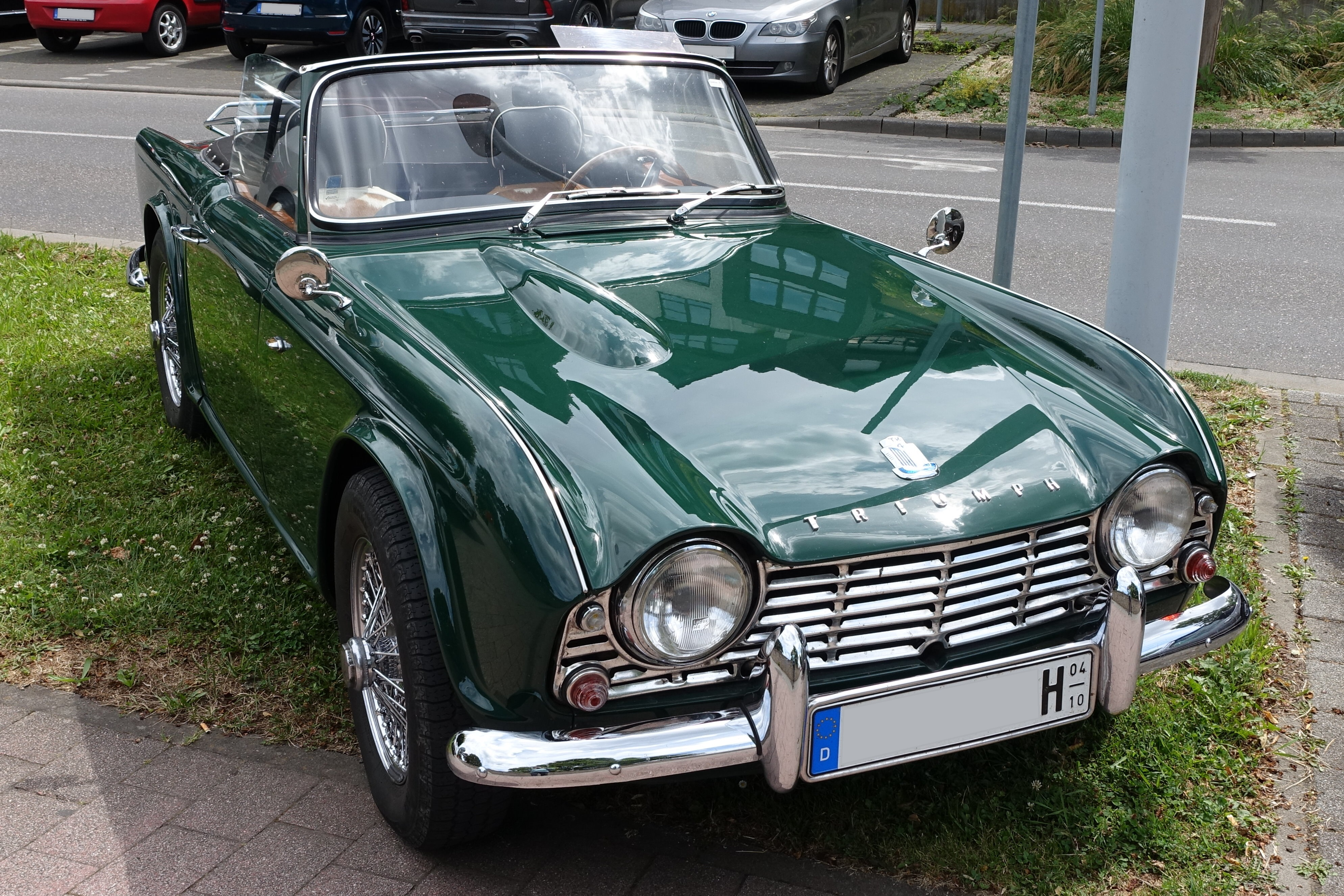
Triumph TR4 Vorderansicht

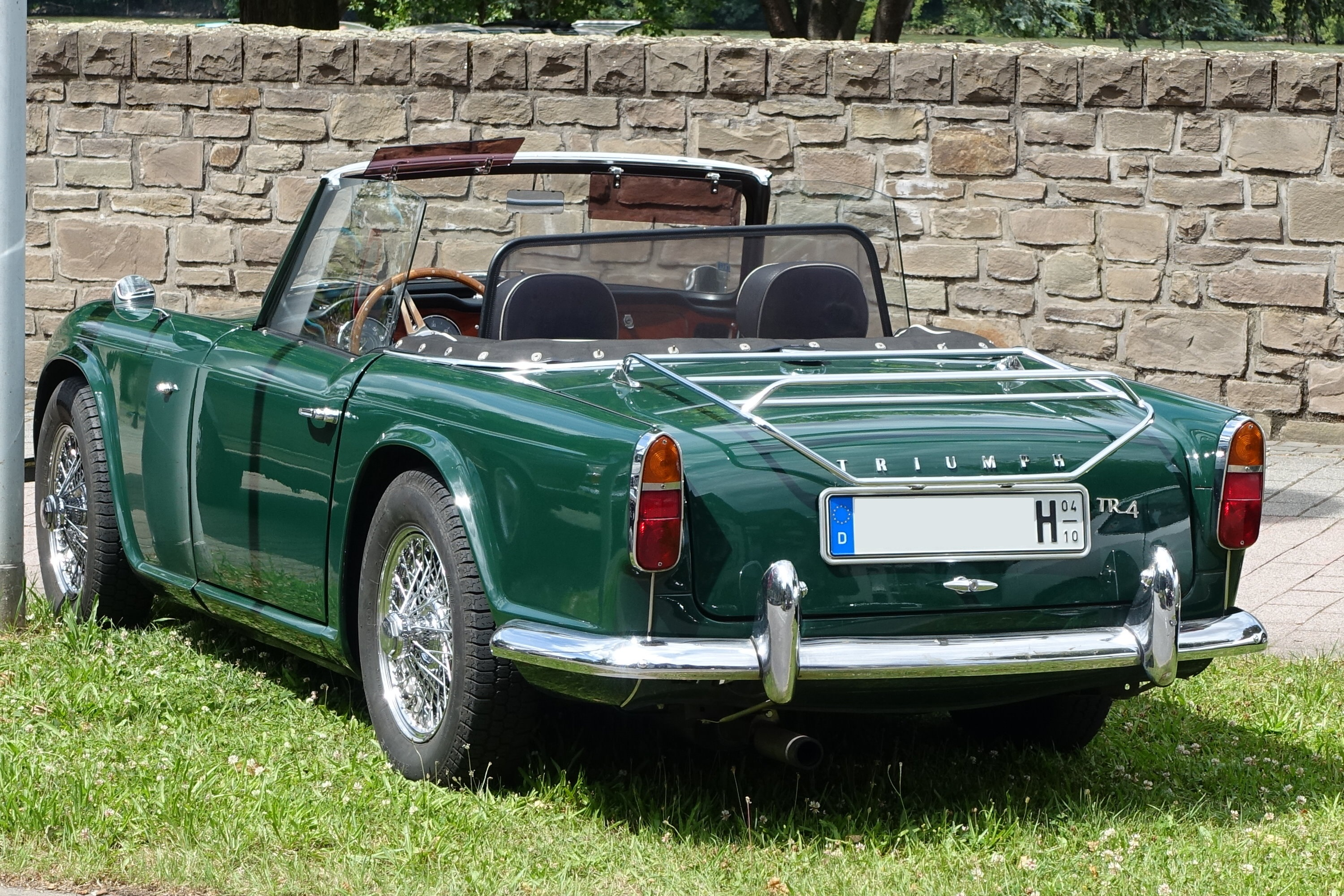
Triumph TR4 Heckansicht

Der TR 4 mit einer von dem italienischen Automobildesigner Giovanni Michelotti entworfenen Karosserie wurde 1961 vorgestellt. Der Kastenrahmen mit Kreuzverstrebung, das Fahrwerk mit zweifachen Dreieckslenkern vorn und Starrachse an Blattfedern hinten sowie der Motor mit einem auf 2138 cm³ vergrößerten Hubraum und einer Leistung von 100 PS (74 kW) wurden leicht verändert vom TR 3 übernommen. Im Kühlergrill gab es noch das Durchsteckloch für eine Andrehkurbel. Das Getriebe hatte vier Gänge und war vollsynchronisiert. Neu waren die deutlich verbreiterte Spur und ein verbreiterter Innenraum sowie eine Zahnstangenlenkung anstelle der früheren Schneckenrollenlenkung. Des Weiteren wichen die umständlichen Steckfenster des Vorgängers Kurbelfenstern. Außerdem erhielt der TR 4 als erstes Serienfahrzeug einstellbare Lüftungskanäle im Armaturenbrett.
Der TR 4 bot zu einem günstigen Preis Fahrleistungen, die anderen Sportwagen nur wenig nachstanden. Er beschleunigte in 12 Sekunden von null auf 100 km/h und erreichte eine Höchstgeschwindigkeit von 174 km/h.
Ein zum Aufpreis von 1.100,– DM erhältliches zweiteiliges Hardtop machte aus dem klassischen Roadster ein ansprechendes Coupé. Es wurde von Triumph „Surrey Top“ genannt; es besteht aus einem fest verschraubten Panoramaheckfenster und zwei austauschbaren Dachteilen aus Metall oder Verdeckstoff. Porsche griff 1965 diese Idee auf und setzte sie mit dem Porsche 911 Targa um. Ebenfalls gegen Aufpreis waren Drahtspeichenräder mit Zentralverschluss statt der serienmäßigen Pressstahlscheibenräder erhältlich.

## Der TR4A

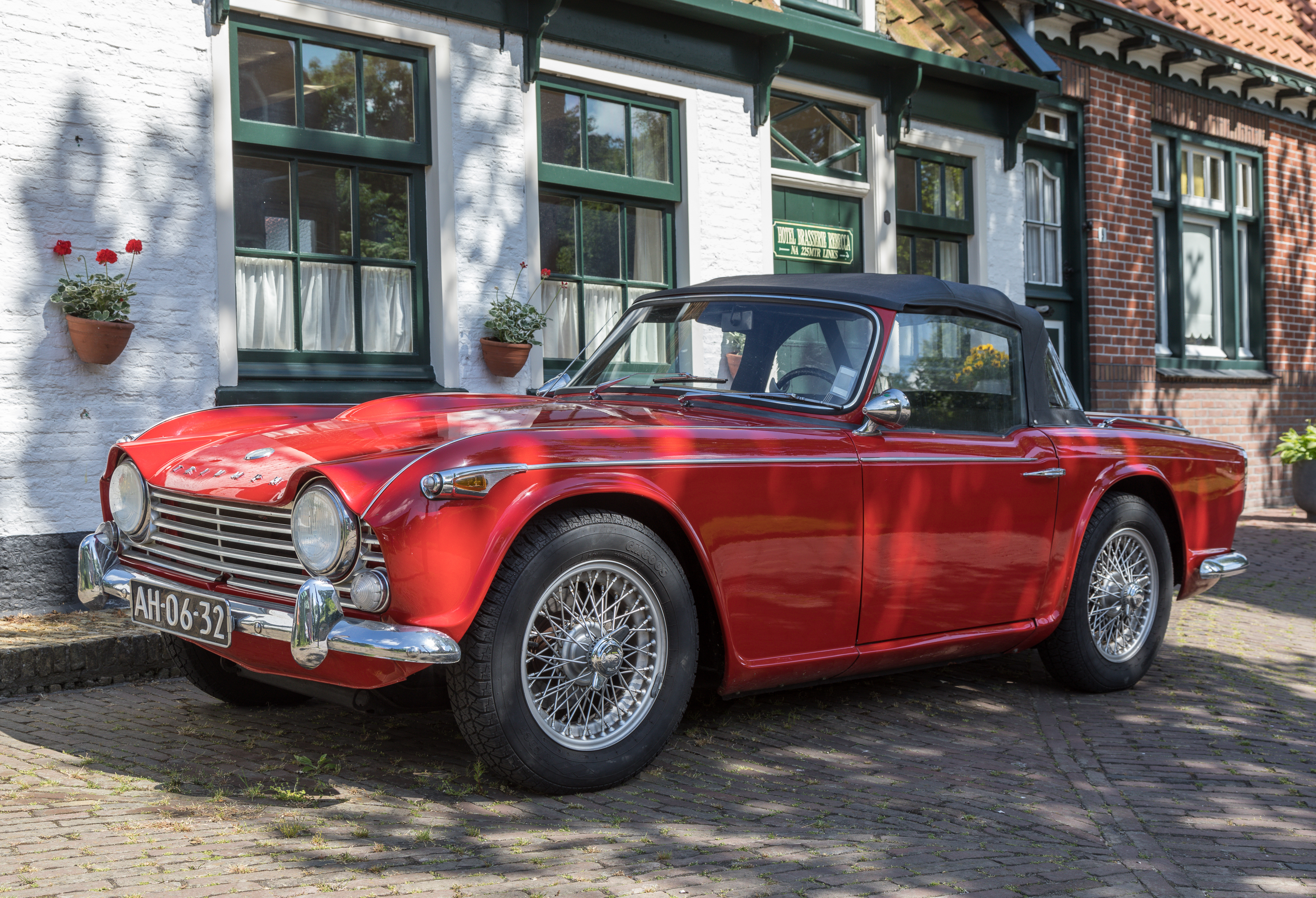
Triumph TR4A

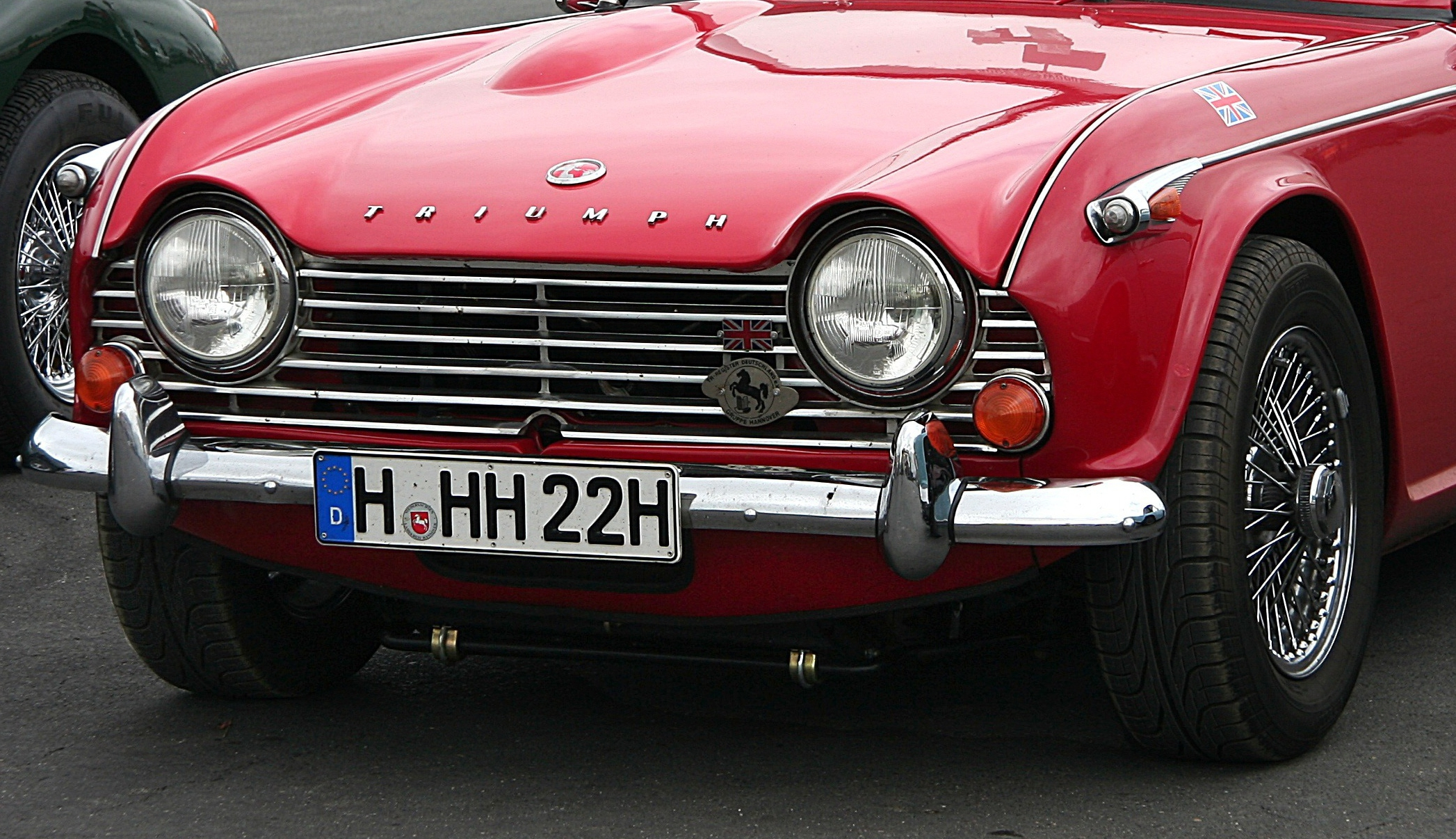
Front des Triumph TR 4A

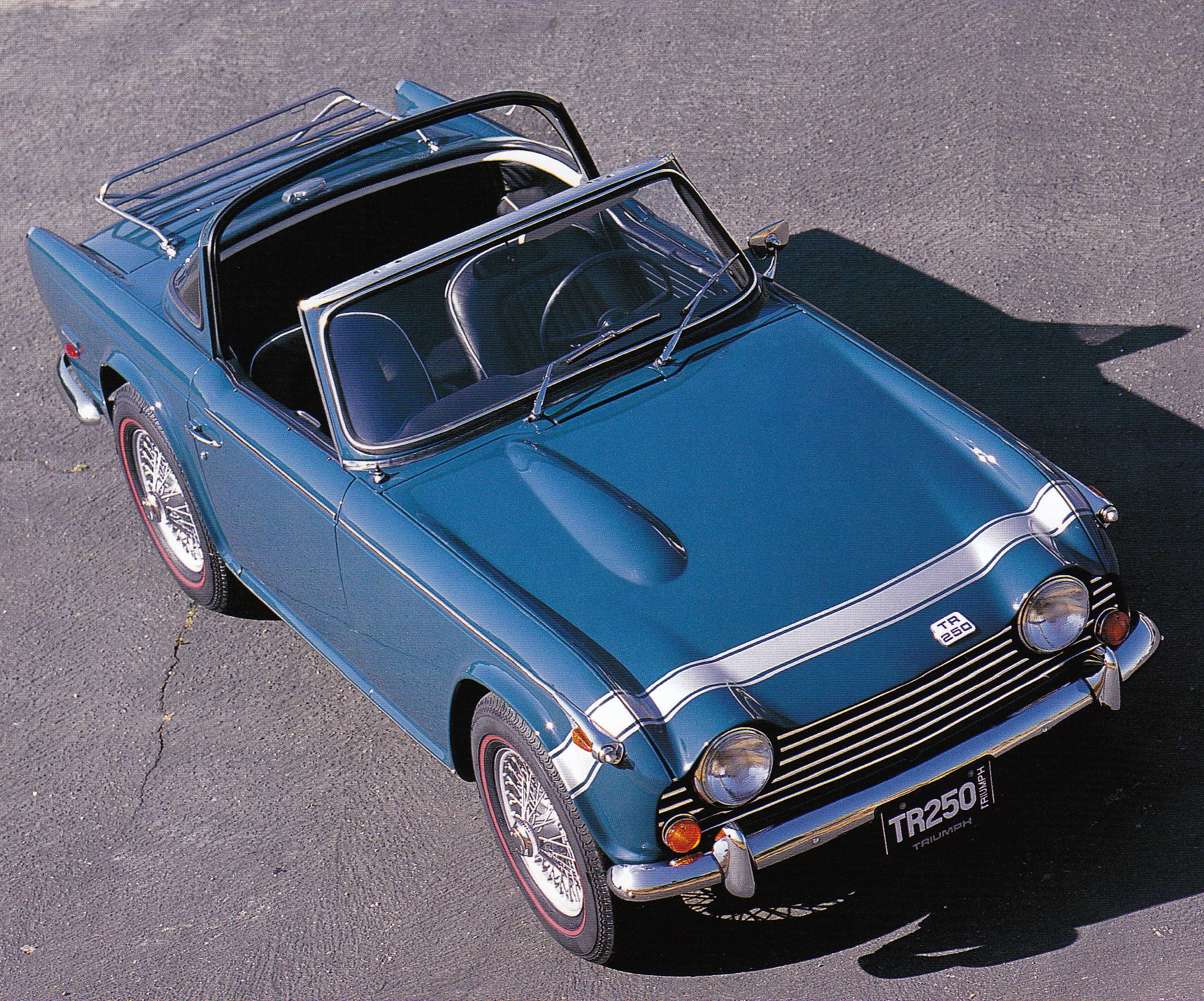
Das „Surrey Top“ (hier an einem TR 250)

Die Karosserie des TR 4A basierte auf seinem Vorgänger, dem TR 4. Neue Zulassungsbestimmungen in den USA, bedeutendster Markt für den TR 4, zwangen das Unternehmen 1965 dazu, vordere Fahrtrichtungsanzeiger und Positionslampen seitlich an den Kotflügeln anzubringen. Sie wurden in verchromte Aufsätze integriert, die mit je einer Zierleiste nach hinten über die Türen hin ausliefen. Kleinere Stoßstangenhörner vorn und ein verändertes Haubenemblem in Form einer Weltkugel rundeten die äußerlichen Veränderungen ab.
Unter der Karosserie verbarg sich ein neues Fahrgestell mit hinterer Einzelradaufhängung an Schräglenkern, ähnlich wie in der Triumph-2000-Limousine, statt der Starrachse. Die Schraubenfedern hinten waren weicher ausgelegt als die Blattfedern vorher. Die ungefederten Massen waren geringer, wodurch das Fahren etwas komfortabler wurde. Der Zusatz IRS an manchen TR 4A deutet auf die hintere unabhängige Radaufhängung bzw. Independent Rear Suspension hin. Auf Wunsch des damaligen US-Importeurs wurde ein Teil der TR4A-Produktion allerdings weiterhin mit der Starrachse des TR 4 gebaut, um den Preis des Sportwagens nicht ansteigen zu lassen. Von den insgesamt 28.465 gebauten TR 4A wurden geschätzte 10.000 Einheiten mit der Starrachse in den USA ausgeliefert.
Kleinere Änderungen an Motor und Abgastrakt ermöglichten eine Leistungssteigerung auf 104 PS (76 kW). Das Gewicht erhöhte sich auf 1035 kg. Die Höchstgeschwindigkeit blieb bei etwa 175 km/h.
Der TR 4A bekam neue Sitze, ein nun serienmäßiges Holzarmaturenbrett, die Bedienung der Handbremse wurde auf den Kardantunnel zwischen den Sitzen verlegt. Eine weitere Verbesserung brachte das neue Verdeck, das modifiziert aus dem Triumph Herald stammte, hinten fest verschraubt war und eine wesentlich leichtere und schnellere Bedienung erlaubte.

## Konversionen Dové GTR 4
Etwa 50 Exemplare des TR 4 bzw. TR 4A wurden im Frühjahr 1963 von Thomas Harrington Coach Builders in Fließheck-Coupés mit großer Heckklappe umgebaut. Sie ähnelten den Harrington Alpine-Coupés, die Harrington seit 1961 auf der Basis des Sunbeam Alpine herstellte. Die Umbauten des TR 4 gingen auf einen Auftrag des Londoner Triumph-Händlers Dové zurück, der sie als Dové GTR 4 Coupé und GTR 4A Coupé verkaufte.

## Motorsport

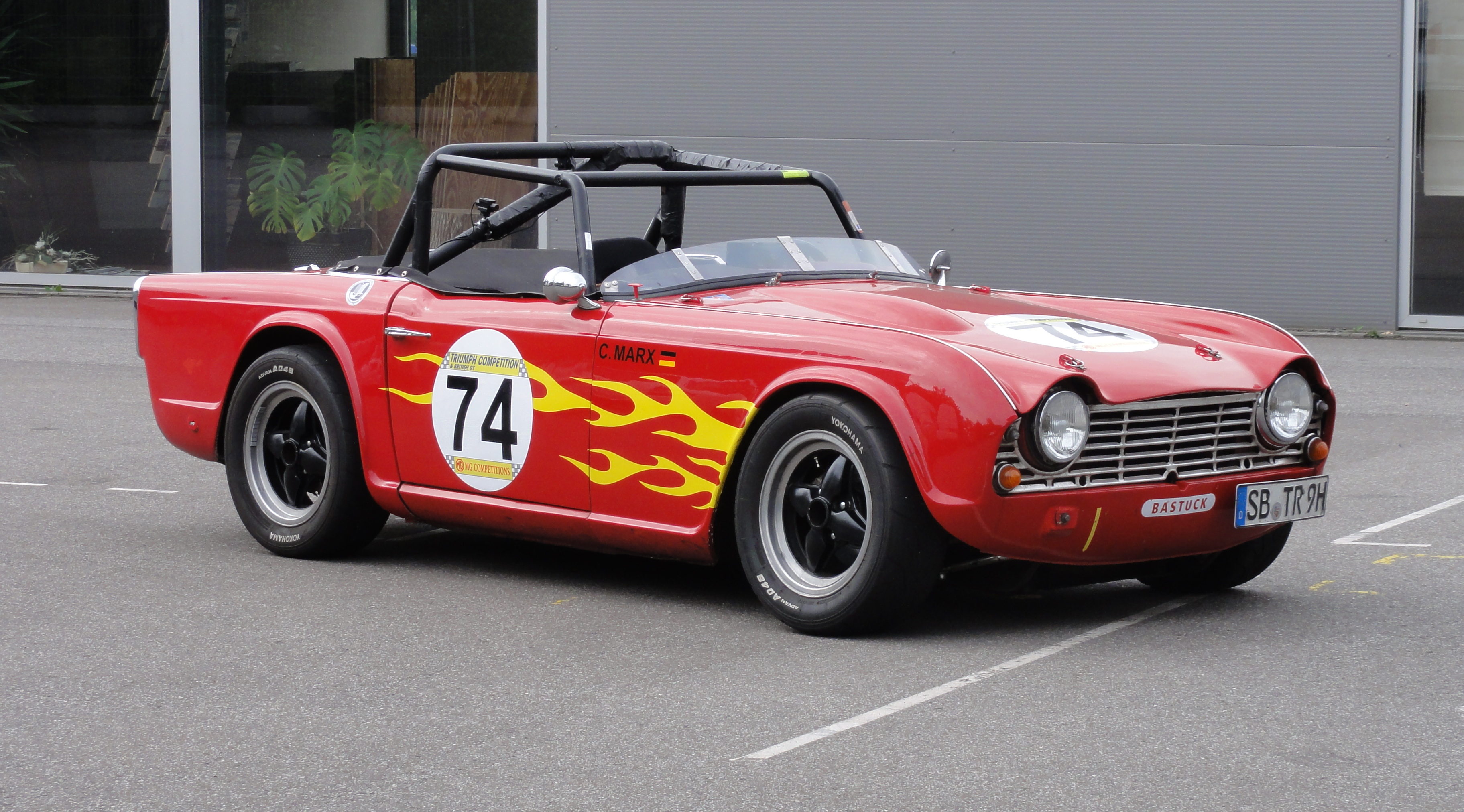
Triumph TR 4 - Triumph Competition

Der TR 4 wurde sowohl im internationalen Rallyesport wie auch bei vielen nationalen Rennsport Veranstaltungen eingesetzt. Triumph selbst setzte vier TR4-Rallye-Werkswagen zwischen 1962 und 1964 in bedeutenden internationalen Rallyes wie dem Coupe des Alpes, der Tulpen Rallye, Liége-Sofia-Liége, RAC Rally, Rallye Monte Carlo und Shell 4000 mit unterschiedlichem Erfolg ein. Bei nationalen Rennveranstaltungen in England, aber vor allen Dingen in den USA zeigte der TR 4 auch sein Potential als Rennwagen. Sein neutrales Fahrverhalten und eine recht günstige Gewichtsverteilung sorgten in den USA regelmäßig für den Gewinn der Produktionsklassen.

## Technische Daten

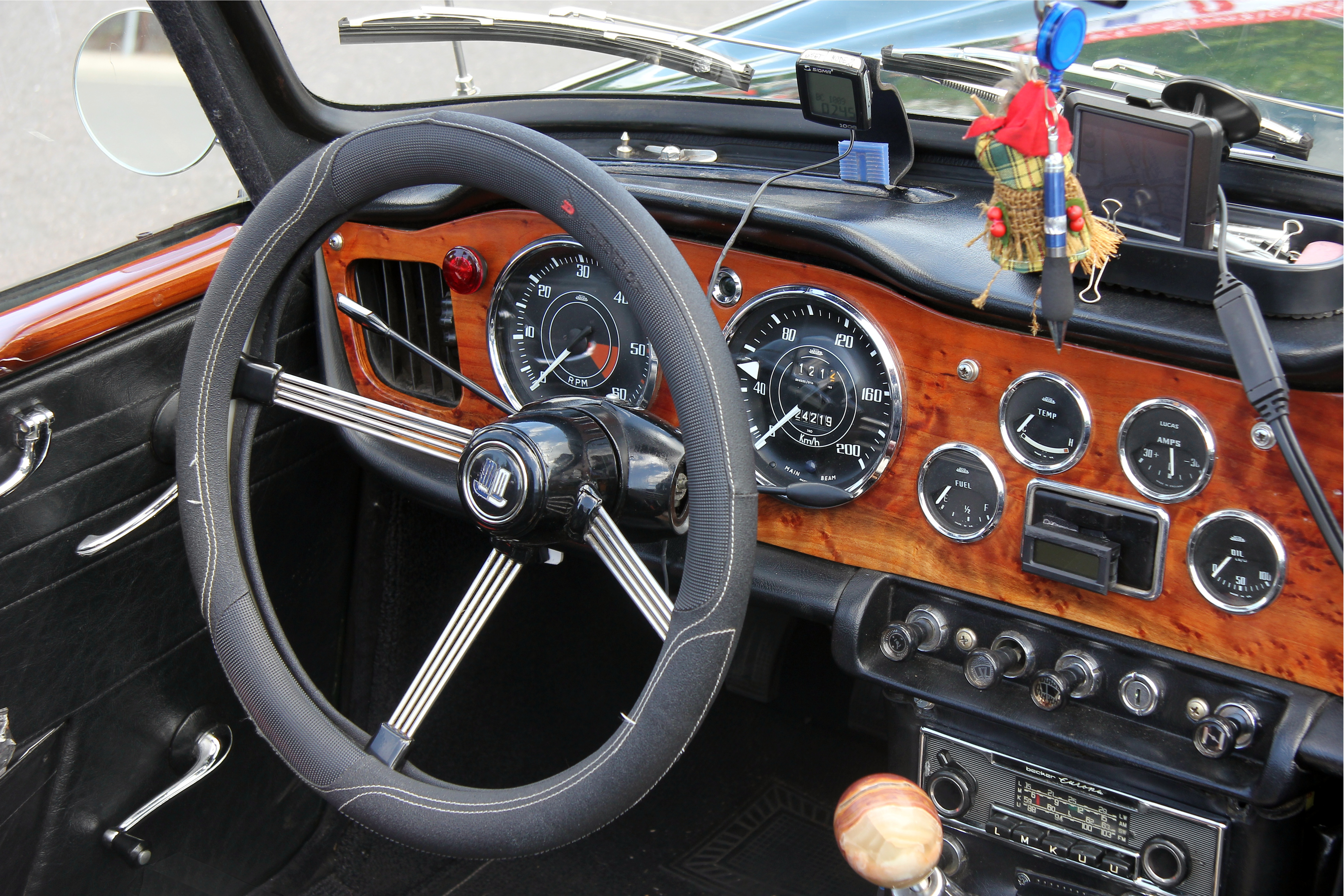
Lenkrad und Armaturenbrett des TR 4A

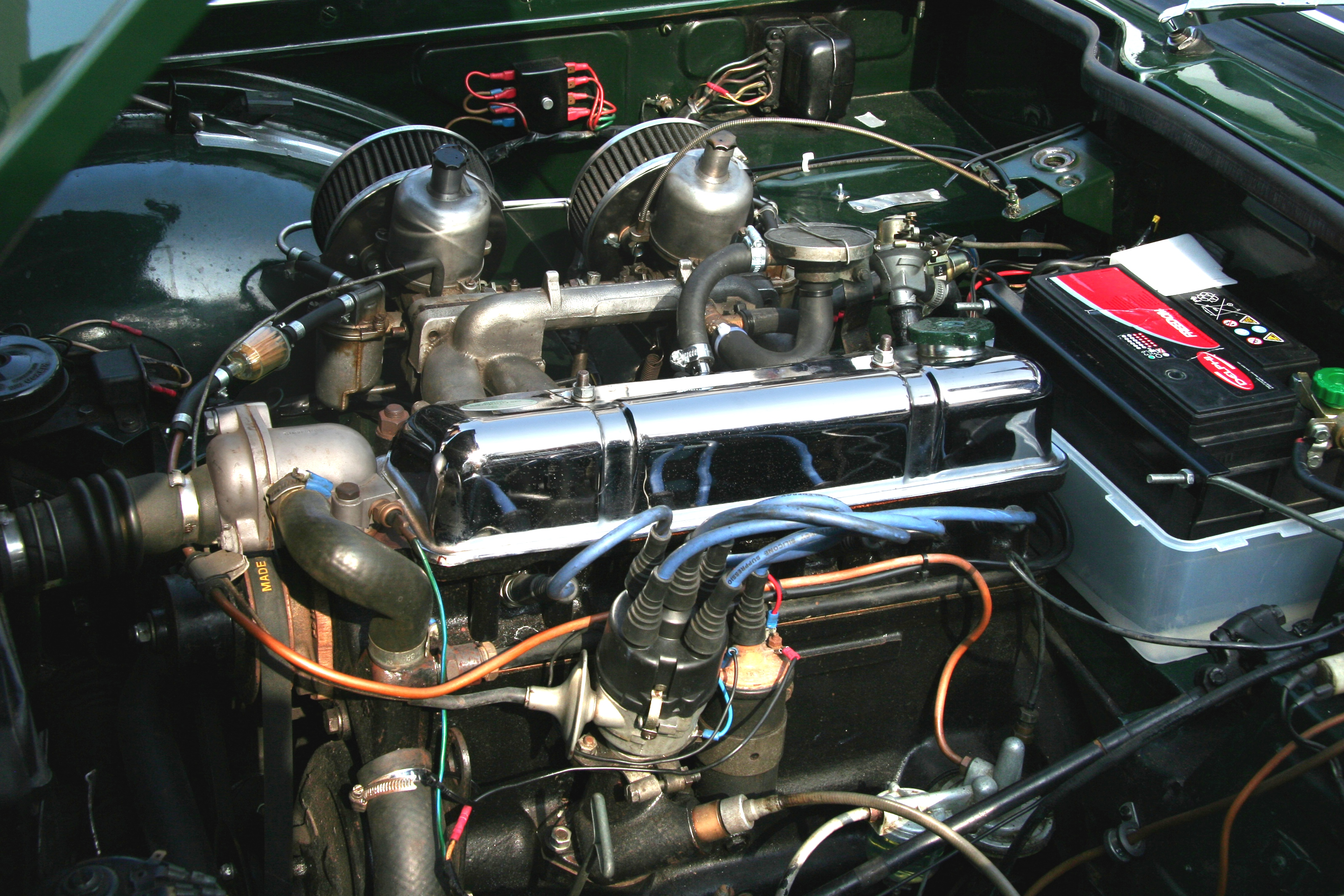
Motor

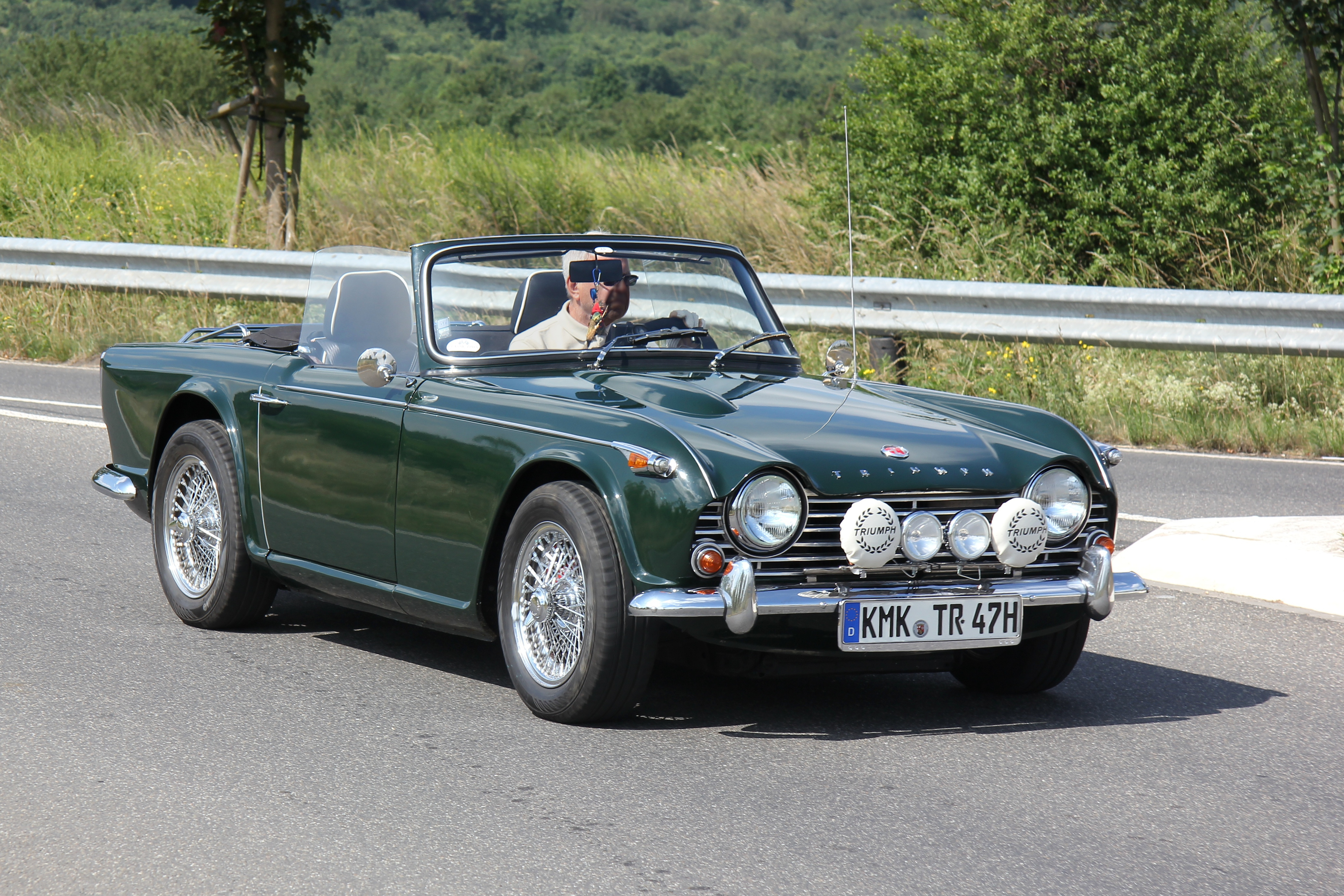
Triumph TR 4A

| Kenngrößen                | TR 4                                                                                              | TR 4A                                                                                             |
| Motor                     | 4-Zylinder-Viertakt-Reihenmotor vorn                                                              | 4-Zylinder-Viertakt-Reihenmotor vorn                                                              |
| Hubraum                   | 2138 cm³                                                                                          | 2138 cm³                                                                                          |
| Bohrung × Hub             | 86 × 92 mm                                                                                        | 86 × 92 mm                                                                                        |
| Verdichtung               | 9,0 : 1                                                                                           | 9,0 : 1                                                                                           |
| Leistung                  | 74 kW (100 PS) bei 4600/min                                                                       | 76 kW (104 PS) bei 4700/min                                                                       |
| Max. Drehmoment           | 172 Nm bei 3350/min                                                                               | 172 Nm bei 3350/min                                                                               |
| Ventilsteuerung           | seitliche Nockenwelle (Antrieb durch Kette), Stoßstangen und Kipphebel                            | seitliche Nockenwelle (Antrieb durch Kette), Stoßstangen und Kipphebel                            |
| Kühlung                   | Wasserkühlung                                                                                     | Wasserkühlung                                                                                     |
| Vergaser                  | 2 Zenith-Stromberg-Vergaser (Ø 44 mm)                                                             | 2 Zenith-Stromberg-Vergaser (Ø 44 mm)                                                             |
| Getriebe                  | 4-Gang-Getriebe (auf Wunsch mit Overdrive), vollsynchronisiert, Mittelschaltung; Hinterradantrieb | 4-Gang-Getriebe (auf Wunsch mit Overdrive), vollsynchronisiert, Mittelschaltung; Hinterradantrieb |
| Radaufhängung vorn        | Dreiecksquerlenker mit Schraubenfedern, Teleskopstoßdämpfer und Querstabilisator                  | Dreiecksquerlenker mit Schraubenfedern, Teleskopstoßdämpfer und Querstabilisator                  |
| Radaufhängung hinten      | Starrachse an Halbelliptik-Blattfedern, Kolbenstoßdämpfer                                         | Schräglenker mit Schraubenfedern, Hebeldämpfer                                                    |
| Karosserie                | Stahlblechkarosserie und Kastenrahmen mit Kreuzverstrebung (mit der Karosserie verschraubt)       | Stahlblechkarosserie und Kastenrahmen mit Kreuzverstrebung (mit der Karosserie verschraubt)       |
| Lenkung                   | Zahnstangenlenkung                                                                                | Zahnstangenlenkung                                                                                |
| Bremse                    | vorn Scheibenbremse, hinten Trommelbremse, hydraulisch betätigt                                   | vorn Scheibenbremse, hinten Trommelbremse, hydraulisch betätigt                                   |
| Radstand                  | 2235 mm                                                                                           | 2240 mm                                                                                           |
| Spurweite vorn            | 1245 mm                                                                                           | 1245 mm                                                                                           |
| Spurweite hinten          | 1220 mm                                                                                           | 1232 mm                                                                                           |
| Reifengröße               | 5,90–15                                                                                           | 5,90–15                                                                                           |
| Maße L × B × H            | 3960 × 1460 × 1270 mm                                                                             | 3960 × 1470 × 1270 mm                                                                             |
| Leergewicht (ohne Fahrer) | 1010 kg                                                                                           | 1035 kg                                                                                           |
| Zulässiges Gesamtgewicht  | 1400 kg                                                                                           | 1400 kg                                                                                           |
| Höchstgeschwindigkeit     | ca. 175 km/h                                                                                      | ca. 175 km/h                                                                                      |